# Thomas Coke, 1. Earl of Leicester

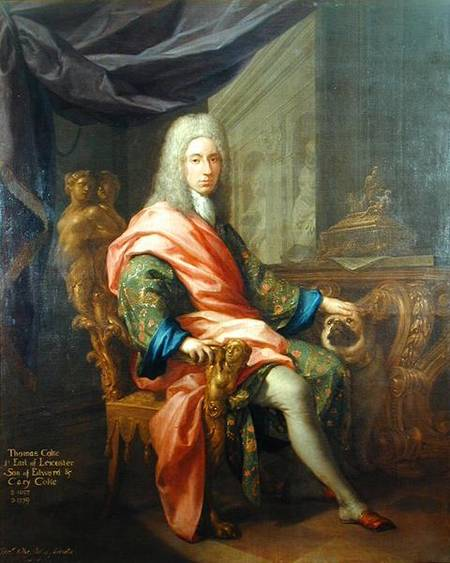
The Earl of Leicester

Wappen des Earl of Leicester

Thomas Coke, 1. Earl of Leicester KB (* 1697; † 20. April 1759) war ein englischer Großgrundbesitzer, Mäzen und Politiker, er ließ Holkham Hall erbauen.
Er war der Sohn von Edward Coke und dessen Frau Carey Newton. Beide Eltern starben 1707. Als junger Mann ging er von 1712 bis 1718 auf Grand Tour. Die Reise führte ihn insbesondere nach Italien, wo er an der Universität Turin studierte und 1717 den später nach ihm benannten Codex Leicester erwarb, eine Sammlung von Blättern mit wissenschaftlichen Schriften, Notizen, Skizzen und Zeichnungen des Renaissancekünstlers Leonardo da Vinci (1452–1519).
Von 1722 bis 1728 war er als Knight of the Shire für Norfolk Abgeordneter im House of Commons. Am 27. Mai 1725 wurde er als Knight Companion in den neugegründeten Order of the Bath aufgenommen, die feierliche Investitur fand am 17. Juni 1725 statt. 1728 wurde er als Baron Lovel, of Minster Lovel in the County of Oxford, in den erblichen Adelsstand erhoben, womit auch ein erblicher Sitz im House of Lords verbunden war. Er musste dafür sein Unterhausmandat aufgeben. Von 1733 bis 1759 war er Generalpostmeister (Postmaster General). 1744 wurden ihm die zusätzlichen erblichen Adelstitel Earl of Leicester und Viscount Coke, of Holkham in the County of Norfolk, verliehen. Alle genannten Titel gehörten zur Peerage of Great Britain.
Er war seit 1719 mit Lady Margaret Tufton, Tochter der Thomas Tufton, 6. Earl of Thanet, verheiratet, der 1734 der Titel 19. Baroness de Clifford zugesprochen wurde.
Da sein einziger Sohn, Edward Coke, Viscount Coke (1719–1753) kinderlos und vor ihm starb, erloschen seine Adelstitel bei seinem Tod 1759.